# Жан-Домінік Бобі
Жан-Домінік Бобі (фр. Jean-Dominique Bauby, 23 квітня 1952 — 9 травня 1997) — французький журналіст, редактор журналу «Elle France». У віці 43 років переніс тяжкий інсульт. У результаті загострення хвороби Жан-Домінік Бобі був повністю паралізований, але, незважаючи на це, зберіг свідомість та сприйняття через органи чуття. За допомогою єдиного непаралізованого лівого ока йому вдалося налагодити спілкування з оточуючими його людьми: під час зачитування спеціального алфавіту з найуживанішими літерами він моргав, коли називали потрібну літеру. Так літера за літерою він написав 120-сторінковий репортаж ізсередини власного тіла, який згодом став романом під назвою «Скафандр і метелик».